# Leinster
O Leinster (em irlandês Cúige Laighean) é uma província histórica da Irlanda sem funções administrativas, localiza-se no leste da ilha. Compreende os condados de Carlow, Dublin, Kildare, Kilkenny, Laois, Longford, Louth, Meath, Offaly, Westmeath, Wexford e Wicklow. A maior cidade da província é Dublin.